# 日本統合医療学会
一般社団法人日本統合医療学会（にほんとうごういりょうがっかい、英文名 The Society for Integrative Medicine Japan: 略称IMJ）は、統合医療に係る者の資質の向上、医療の進歩発展、教育並びに研究の促進を図り、国民医療の向上に資することを目的として2008年に設立された学術団体である。疑似科学の一種であるホメオパシーに肯定的な見解を公表している。
事務局を宮城県仙台市に置いている。

## 沿革
- 1998年12月　日本代替・相補・伝統医療連合会議（JACT）設立
- 2000年12月　日本統合医療学会（JIM）設立
- 2008年 4月　JACTとJIMが統合し、日本統合医療学会（IMJ）設立

## 活動
学会、研究会、講習会等の開催、機関紙、および発行物の著作権の受託・保護、資格認定及びその教育など

## 機関誌
- 『日本統合医療学会誌』　Journal of Japanese Society for Integrative Medicine

## 関連団体
- 全日本鍼灸学会
- 日本アーユルヴェーダ学会
- 日本ホメオパシー医学会
- 全日本カイロプラクティック学会（ANCA）
- 日本カイロプラクターズ協会（JAC）
- 日本磁気医学会
- 日本心理臨床学会
- 日本小児東洋医学会
- 日本心身医学会
- 日本絶食療法医学会
- 日本音楽療法学会
- 日本東方医学会
- 日本ヨーガ療法学会
- 日本バイオフィードバック学会
- 日本看護協会
- 日本芸術療法学会
- 日本歯科東洋医学会
- 日本未病システム学会
- 日本ホリスティック医学協会
- 日本中医学会
- 日本医療・環境オゾン学会
- 日本柔道整復接骨医学会
- 日本アロマセラピー学会
- 臨床ゲノム医療学会
- 日本催眠学会
- エビデンスに基づく統合医療（eBIM）研究会
- 西洋医学基本学会（専門医制度があること）

## 認定資格
認定医
- 医師、歯科医師、獣医師

認定師
- 看護師、准看護師、保健師、助産師、薬剤師、臨床検査技師、管理栄養士、理学療法士、作業療法士、言語聴覚士、視能訓練士、介護福祉士､歯科衛生士、精神保健福祉士、救急救命士、社会福祉士、はり師、きゅう師、あん摩マッサージ指圧師、柔道整復師など

認定療法士
- カイロプラクター、ヨーガ療法士、臨床心理士